# Seznam generálních guvernérů Antiguy a Barbudy
Toto je seznam generálních guvernérů Antiguy a Barbudy zastupujících hlavu země britského panovníka Karla III. ve všech záležitostech týkající se této země.

## Seznam generálních guvernérů Antiguy a Barbudy od roku 1981
| Jméno                          | Obrázek | V úřadu                            |
| ------------------------------ | ------- | ---------------------------------- |
| Wilfred Ebenezer Jacobs        |         | 1. listopad 1981 – 10. červen 1993 |
| James Beethoven Carlisle       |         | 10. červen 1993 – 30. červen 2007  |
| Louise Agnetha Lakeová-Tacková |         | 17. červenec 2007 – 14. srpna 2014 |
| Rodney Williams                |         | 14. srpna 2014 – současnost        |